# 하이데 파스나흐트
하이데 파스나흐트(Heide Fasnacht, 1951년 1월 12일~ )는 미국의 소묘 및 설치미술가이다.